# Бенямин Карл
Бенямин Карл е австрийски сноубордист, който се състезава в дисциплината слалом. На олимпийските игри в Пекин през 2022 година печели златен медал в паралелния гигантски слалом.
Той е четирикратен световен шампион в слаломните дисцпилини – през 2009, 2001 (PGS и PSL) и 2013 година. На олимпийските игри във Ванкувър през 2010 година печели сребърен медал в паралелния гигантски слалом, а на олимпийските игри в Сочи през 2014 година печели бронз в паралелния слалом.
Има седем победи в световната купа по сноуборд.
Освен в сноуборда, Карл се състезава редовно в планинското колоездене. Три пъти се състезава в колоездачното Race Around Austria - 2011, 2012 и 2014 година. През 2014 година завършва 4-ти.
Като младеж става световен шампион в паралелния гигантски слалом през 2005 година.